# Seznam ameriških botanikov
Seznam ameriških botanikov.

## A
Harry Ardell Allard - Benjamin Alvord - Asa Gray -

## B
Liberty Hyde Bailey - Benjamin Smith Barton - John Bartram - William Bartram - Edward W. Berry - William Henry Brewer - Nathaniel Lord Britton - Luther Burbank - 

## C
George Washington Carver - 

## E
Frank Edwin Egler - George Engelmann - Katherine Esau -

## F
David Fairchild - John C. Frémont - 

## G
Howard Scott Gentry - 

## M
George Thomas Moore - 

## N
George Valentine Nash - 

## P
Charles Christopher Parry - Ruth Patrick - Donald C. Peattie - Joel Roberts Poinsett - Frederick Traugott Pursh - 

## R
Constantine Samuel Rafinesque-Schmaltz - Joseph Banks Rhine - Harold E. Robinson - Joseph Rock -

## S
Charles Sprague Sargent - William Saunders - George Schoener - John Kunkel Small - G. Ledyard Stebbins - George Bishop Sudworth - 

## T
John Torrey - Edward Tuckerman - 

## W
Warren H. Wagner - J. E. Weaver - Ray Wu (1928-2008) ? 